# ادوین ماسوکو
ادوین ماسوکو (انگلیسی: Edwin Massucco؛ زادهٔ ۱۵ ژوئیهٔ ۱۹۹۹) بازیکن فوتبال اهل فرانسه است.